# Franco Arizala
Franco Faustino Arizala Hurtado (ur. 4 czerwca 1986 w Magüí Payán) – kolumbijski piłkarz z obywatelstwem meksykańskim występujący na pozycji napastnika.
Jego brat Javier Arizala również był piłkarzem.

## Kariera klubowa
Arizala pochodzi z niewielkiej miejscowości Magüí Payán w departamencie Nariño, jednak jeszcze jako dziecko przeniósł się wraz z rodzicami do miasta Cali. Jest wychowankiem tamtejszej akademii piłkarskiej Escuela Carlos Sarmiento Lora, a profesjonalną karierę rozpoczynał jako osiemnastolatek w klubie Deportivo Tuluá. W jego barwach zadebiutował w Categoría Primera A podczas rozgrywek 2004, jednak na koniec tego samego sezonu spadł ze swoją drużyną do drugiej ligi. Tam spędził kolejny rok, po czym powrócił do najwyższej klasy rozgrywkowej, podpisując umowę z zespołem Boyacá Chicó FC z siedzibą w Tunji; jako zawodnik tej drużyny strzelił swojego premierowego gola w pierwszej lidze, 5 lutego 2006 w zremisowanym 2:2 spotkaniu z Once Caldas. Ogółem w Boyacá Chicó spędził dwa lata, niemal wyłącznie jako rezerwowy i bez większych sukcesów, zaś w styczniu 2008 zasilił ekipę Deportes Tolima z miasta Ibagué. Tam spędził następne dwa i pół roku, będąc gwiazdą zespołu i jednym z czołowych strzelców ligi kolumbijskiej, jednak ponownie nie zdołał zanotować poważniejszych osiągnięć drużynowych.
Latem 2010 Arizala za sumę dwóch milionów dolarów przeszedł do meksykańskiego zespołu CF Pachuca, w meksykańskiej Primera División debiutując 24 lipca 2010 w wygranej 3:0 konfrontacji z Américą. Premierowego gola w lidze meksykańskiej strzelił natomiast 11 września tego samego roku w zremisowanym 1:1 meczu z Guadalajarą. W grudniu 2010 razem z resztą drużyny wziął udział w Klubowych Mistrzostwach Świata, jednak jego ekipa zajęła na nich dopiero piąte miejsce. Barwy Pachuki reprezentował przez rok, lecz nie spełnił pokładanych w nim nadziei, po czym odszedł do niżej notowanej ekipy Jaguares de Chiapas z siedzibą w Tuxtla Gutiérrez. Tam z kolei grał przez dwa lata, przeważnie jako podstawowy zawodnik, jednak nie zdołał osiągnąć większych sukcesów, po czym został zawodnikiem zespołu Club León. W jego barwach w jesiennym sezonie Apertura 2013 zdobył tytuł mistrza Meksyku i sukces ten powtórzył również pół roku później, podczas wiosennych rozgrywek Clausura 2014, lecz nie potrafił wywalczyć sobie pewnego miejsca w wyjściowej jedenastce, pozostając głównie rezerwowym dla Mauro Boselliego.
W lipcu 2014 Arizala na zasadzie wypożyczenia powrócił do Chiapas FC, w międzyczasie otrzymując meksykańskie obywatelstwo w wyniku wieloletniego zamieszkiwania w tym kraju. Tam spędził rok, mimo regularnej gry nie potrafiąc odzyskać strzeleckiej skuteczności, po czym został zawodnikiem ekipy Club Atlas z siedzibą w Guadalajarze. Jego barwy również reprezentował przez rok ze średnim skutkiem, a w wyniku słabszej formy (pół roku bez gola w lidze) został sprzedany do drużyny Puebla FC.

## Kariera reprezentacyjna
W maju 2006 Arizala został powołany przez szkoleniowca Eduardo Larę do reprezentacji Kolumbii U-20 na prestiżowy towarzyski Turniej w Tulonie. Na francuskich boiskach rozegrał dwa z trzech możliwych spotkań (obydwa w wyjściowym składzie), zaś jego kadra – mająca w składzie graczy takich jak Fredy Guarín, Cristian Zapata czy Hugo Rodallega – z bilansem dwóch remisów i porażki zajęła czwarte miejsce w grupie, nie kwalifikując się do fazy pucharowej.

## Statystyki kariery
| Cortuluá        | 2004      | Kolumbia | Primera A | —   | 0  | —   | —             | —             | —  | —    | —    | 0  |
| Cortuluá        | 2005      | Kolumbia | Primera B | —   | 7  | —   | —             | —             | —  | —    | —    | 7  |
| Boyacá Chicó    | 2006      | Kolumbia | Primera A | —   | 3  | —   | —             | —             | —  | —    | —    | 3  |
| Boyacá Chicó    | 2007      | Kolumbia | Primera A | —   | 0  | —   | —             | —             | —  | —    | —    | 0  |
| Deportes Tolima | 2008      | Kolumbia | Primera A | 35  | 15 | —   | 0             | —             | —  | —    | 35≤  | 15 |
| Deportes Tolima | 2009      | Kolumbia | Primera A | 42  | 7  | —   | 0             | —             | —  | —    | 42≤  | 7  |
| Deportes Tolima | 2010      | Kolumbia | Primera A | 16  | 11 | —   | 3             | —             | —  | —    | 16≤  | 14 |
| Pachuca         | 2010–2011 | Meksyk   | Liga MX   | 27  | 8  | —   | —             | SL + KMŚ      | 4  | 1    | 31   | 9  |
| Chiapas         | 2011–2012 | Meksyk   | Liga MX   | 33  | 8  | 1   | 0             | —             | —  | —    | 34   | 8  |
| Chiapas         | 2012–2013 | Meksyk   | Liga MX   | 31  | 5  | —   | —             | —             | —  | —    | 31   | 5  |
| León            | 2013–2014 | Meksyk   | Liga MX   | 34  | 3  | —   | —             | CL            | 7  | 3    | 41   | 6  |
| Chiapas         | 2014–2015 | Meksyk   | Liga MX   | 33  | 3  | 3   | 1             | —             | —  | —    | 36   | 4  |
| Atlas           | 2015–2016 | Meksyk   | Liga MX   | 27  | 5  | 7   | 4             | —             | —  | —    | 34   | 9  |
| Puebla          | 2016–2017 | Meksyk   | Liga MX   | 0   | 0  | 0   | 0             | —             | —  | —    | 0    | 0  |
| Ogółem          |           |          |           |     |    |     |               |               |    |      |      |    |
| Kolumbia        | Kolumbia  | Kolumbia | 122       | 43  | 0≤ | 3   | —             | —             | —  | 122≤ | 46   |    |
| Meksyk          | Meksyk    | Meksyk   | 185       | 32  | 11 | 5   | SL + LMC + CL | 11            | 4  | 207  | 41   |    |
| Ogółem          | Ogółem    | Ogółem   | Ogółem    | 307 | 75 | 11≤ | 8             | SL + LMC + CL | 11 | 4    | 329≤ | 87 |

- SL – SuperLiga
- KMŚ – Klubowe Mistrzostwa Świata
- CL – Copa Libertadores